# Permecke
Permecke ist ein Ortsteil von Finnentrop mit rund 10 Einwohnern. In einem Seitental des Fretterbaches an der Leiermecke liegt der kleine Ort am Talschluss. Damit befindet er sich unterhalb der Wasserscheide zum Elspetal, ca. zwei Kilometer von Haus Valbert entfernt.

## Geschichte

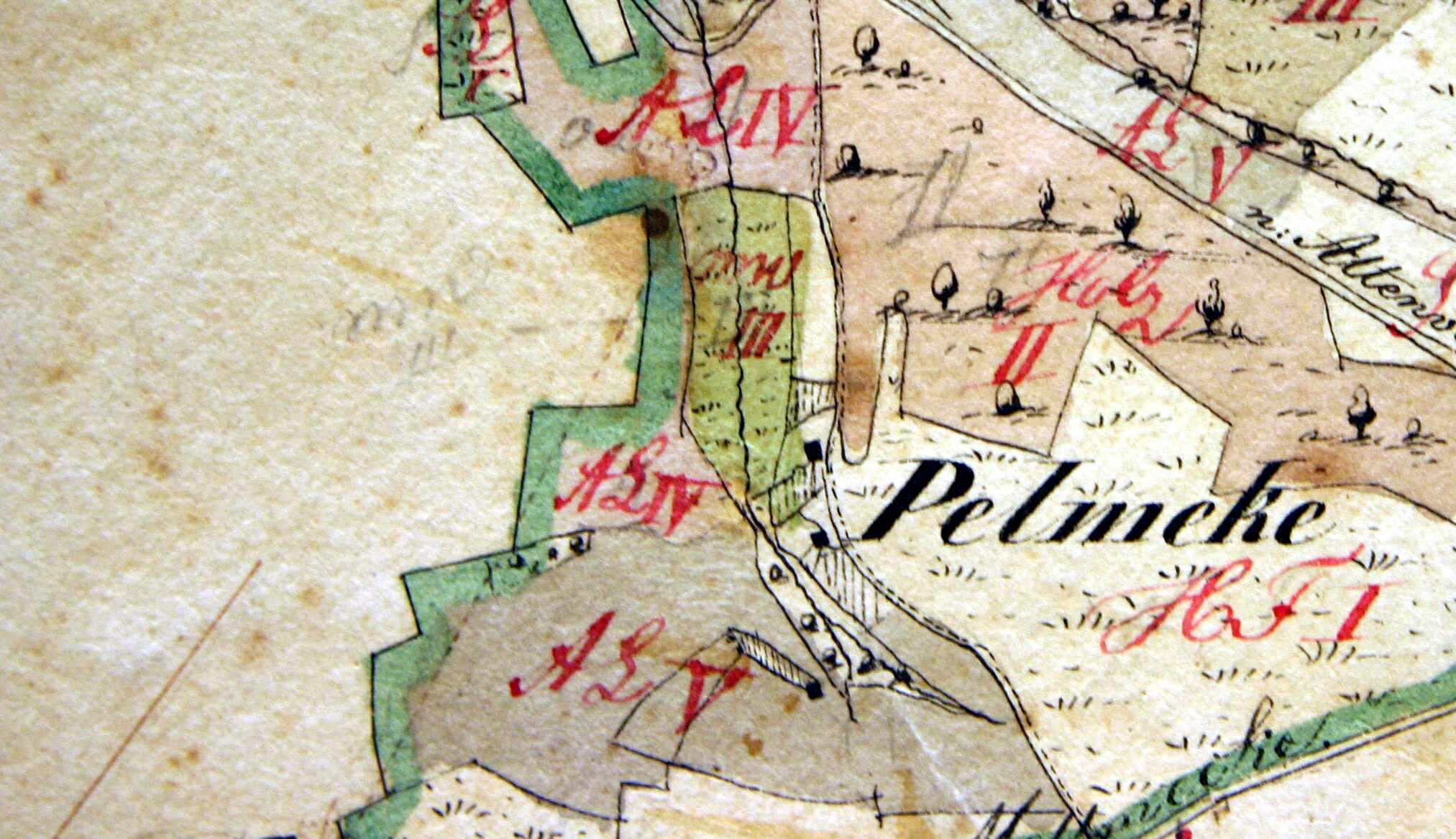
Pelmecke im Urkataster 1831

Permecke (früher Pelmecke) gehörte zur im Landkreis Meschede liegenden Gemeinde Oedingen. Diese wurde am 1. Juli 1969 aufgelöst. Permecke kam zu Finnentrop.